# Pueblo welayta
El pueblo welayta, walayta  o welamo o wolayta, surge al norte del lago Abbaya, en la cuenca del río Omo, en el suroeste de Etiopía. Formaron un importante reino entre los siglos XIII y XIX ubicado en el sur de Etiopía. Según un estudio censal de Etiopía (2017), la población walayta ascendía a 2,4 millones solo en la zona de Wolayta, equivalente al  2,31% de la población del país, de los cuales 289.707 son habitantes de ciudades. Tienen alrededor de 200 clanes de los que destacan los Malla y los Dogala.  La lengua del pueblo walayta, también llamada wolayta, pertenece a la rama omótica de la familia de lenguas afroasiáticas.  A pesar de su pequeña población, la cultura walayta ha influido ampliamente en la música, la danza y la cocina nacionales de Etiopía.

## Historia
El origen de los walayta se remontan al siglo I. Lograron sostener un reino independiente Wolaita entre los siglos XIII y XIX hasta que el imperio etíope bajo la dirección de Menelik II lo conquistó tras una campaña larga y sangrienta que terminó en 1894. Paralelamente al reinado Wolita, fundaron otros reinos menores que superaron los tres siglos de vida: el reino Bosha (1567-1883) y el reino Sheka (1560-1887).

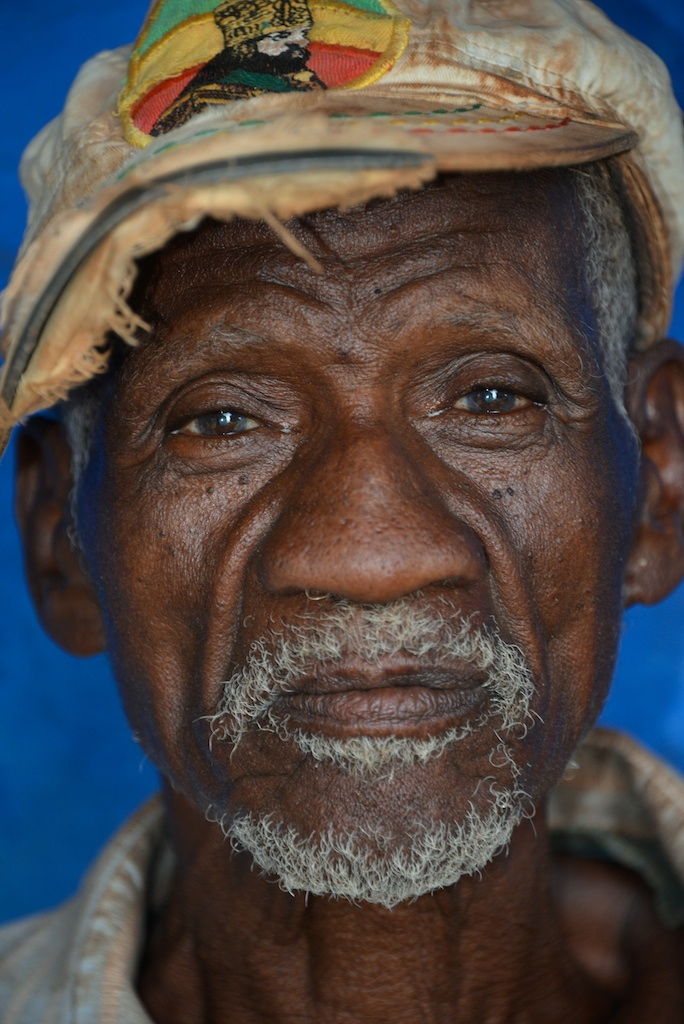
Hombre de la etnia Walayta, Etiopía

## Sociedad
Tradicionalmente los walayta son un pueblo que vive de la ganadería y una agricultura cerealista sobre campos de cultivo en terrazas. Los grupos se organizan de forma autónoma con un jefe que cumple funciones políticas y espirituales. El pueblo welayta destaca por su música y danzas acrobáticas.
El pueblo Wolaita es uno de los más pobres de Etiopía y del mundo entero. La mayoría de la población vive en zonas rurales. Los medios de vida se basan en una agricultura de subsistencia con algo de ganadería. La tecnología agrícola es arcaica y la progresiva pérdida de fertilidad por factores humanos y naturales provoca una deficiencia alimentaria que ha necesitado de la intervención de grupos humanitarios y Naciones Unidas.
Casi la mitad de la población sufre escasez de alimentos y gran parte de la población se encuentra por debajo del umbral de pobreza. Padecen de baja cobertura educativa, servicios de salud deficientes, desarrollo de infraestructura sobre mínimos y falta de suministro de agua potable.